# Front by Front
Front by Front è un album in studio del gruppo musicale belga Front 242, pubblicato nel 1988.

## Tracce
1. Until Death (Us Do Part) – 4:30
2. Circling Overland – 4:43
3. Im Rhythmus Bleiben – 4:14
4. Felines – 3:34
5. First In / First Out – 3:52
6. Blend the Strengths – 3:13
7. Headhunter v3.0 – 4:45
8. Work 01 – 3:28
9. Terminal State – 4:09
10. Welcome to Paradise – 5:18